# Ивановский сельский совет (Петриковский район)
Ивановский сельский совет (укр. Іванівська сільська рада) — входит в состав
Петриковского района
Днепропетровской области
Украины.
Административный центр сельского совета находится в 
с. Ивановка.

## Населённые пункты совета
- с. Ивановка
- с. Гречаное
- с. Клешнёвка
- с. Кулеши
- с. Радостное

## Ликвидированные населённые пункты совета
- с. Кваки